# 511-й окремий розвідувальний авіаційний полк (СРСР)
511-й окре́мий розві́дувальний авіаці́йний Ясський ордені́в Богда́на Хмельни́цького 2-сту́пеня і Олекса́ндра Не́вського полк — військова частина, авіаційний полк у складі військово-повітряних сил СРСР та України.

## Історія і бойовий шлях

### 511-й бомбардувальний
Полк двоескадрильного складу, як 511-й бомбардувальний авіаційний полк, створений в Новочеркаську Ростовської області у вересні 1941 року. Формуванням полку займався заступник командира полку, майор Анатолій Заяць. На озброєнні полк мав важкі винищувачі Пе-3.
У жовтні 1941 року полк перебазований у Ногінськ Московської області, де був доукомплектований до штату літаками, а особовий склад пройшов додаткову підготовку з техніки пілотування в групах. Полк був включений до складу особливої групи генерала І. Ф. Петрова, яка перебувала у резерві Головного командування ВПС РСЧА.
Протягом жовтня полк здійснював патрулювання над автошляхом Москва — Горький, яким йшла евакуація Москви.
27 листопада 1941 року був отриманий бойовий наказ, згідно якого льотчики полку вперше перелетіли лінію фронту і завдали вогневого удару по ворогу.
5 лютого 1942 року, під час ворожого авіанальоту на аеродром в Тулі, де базувався 511-й бап, на землі були знищені 3 літаки з 8, що залишались на той час у полку.
Протягом січня — березня 1942 року авіатори полку виконували розвідувальні завдання, здійснивши 145 літако-вильотів. У травні того ж року полк був виведений в тил.
Всього за час бойових дій 1941—1942 років незворотні втрати особового складу полку склали 12 осіб, з них 11 — льотного складу.

### 511-й розвідувальний
Переформування і перепідготовка льотчиків полку проводилась у 15-у окремому розвідувальному запасному авіаційному полку (м. Казань). На озброєнні мав пікіруючі бомбардувальники Пе-2. На початку серпня 1943 року включений до складу 5-ї повітряної армії 2-го Українського фронту.
Брав участь у Курській битві, Білгородсько-Харківській і Полтавсько-Кременчуцькій наступальних операціях, форсуванні Дніпра, Нижньодніпровській, Умансько-Ботошанській, Яссько-Кишинівській, Бухарестсько-Арадській, Будапештській наступальних операціях.

## Повоєнний шлях
У серпні 1945 року 511-й орап був передислокований до м. Первомайська, нині Миколаївської області, де перебував до жовтня 1952 року.
З жовтня 1952 по квітень 1958 року 511-й орап базувався в селищі Лиманське Одеської області.
З квітня 1958 року й до самого свого розформування у 2003 році полк базувався на аеродромі Буялик під Одесою і входив до складу 5-ї повітряної армії. На озброєнні мав літаки Су-24МР і МіГ-25РБ.

## Командири полку
- Бабанов Анатолій Олександрович, майор, підполковник — 1941—1944.
- Халюк Роман Олексійович, майор — лютий-березень 1944, т.в.о.
- Берман Семен Давидович, підполковник — 27.03.1944 до кінця війни.
- Лезжов Іван Іванович, майор, підполковник — 07.1950—10.1951.
- Бахтов, підполковник (загинув 03.1080)
- Шестак Іван Іванович, полковник — 1980—1982.
- Хитренко Володимир Володимирович .... - 1998
- Соколов Петро…

## Герої полку
- Завадський Володимир Георгійович — старший лейтенант, заступник командира ескадрильї (Указ ПВР СРСР від 26.10.1944).
- Лядов Григорій Григорович — капітан, старший льотчик-спостерігач (Указ ПВР СРСР від 26.10.1944, посмертно).
- Опрокиднєв Борис Костянтинович — старший лейтенант, старший льотчик-спостерігач (Указ ПВР СРСР від 15.051946, посмертно).
- Савенков Микола Костянтинович — старший лейтенант, командир авіаційної ланки (Указ ПВР СРСР від 15.051946, посмертно).
- Васильєв Олексій Опанасович — старший сержант, повітряний стрілець-радист.
- Макаров Петро Георгійович — старший сержант, повітряний стрілець-радист.